# 華通氏膠
華通氏膠（Wharton's Jelly）為構成臍帶的凝膠狀物質，主要成份是黏多醣（Mucopolysaccharides），也含有成纖維細胞和巨噬細胞，是一種黏膜組織。當嬰兒分娩後，溫度的改變使華通氏膠內部的結構發生蹋陷，從而鉗住臍帶內的血管，此過程一般持續約五分鐘。
華通氏膠內的部份細胞具有幹細胞的特質。

## 功能
保護臍帶內的血管。

## 命名
英國的物理學家和解剖學家托馬斯·華通氏（Thomas Wharton 1614-1673）於1656年最先在其書內描述這種組織，故取他的名字命名該組織。